# Sex Volunteer
Sex Volunteer é um filme de ficção da Coreia do Sul que retrata a vida sexual de deficientes físicos. Dirigido por Cho Kyeong-duk, venceu a 33ª edição da Mostra Internacional de Cinema de São Paulo, recebendo assim o Troféu Bandeira Paulista.